# Cryptotis orophila
Cryptotis orophila es una especie de musaraña de la familia soricidae.

## Distribución geográfica
Se encuentra en  las tierras altas y las elevaciones de la mitad de la parte occidental de la costa norte de Honduras hasta el centro de Costa Rica, El Salvador, Honduras, Nicaragua y Costa Rica.